# Arothron stellatus
Il pesce palla stellato (Arothron stellatus Bloch & Schneider, 1801) è un pesce del genere Arothron della famiglia dei Tetraodontidae.

## Descrizione
È caratterizzato da una livrea bianco/azzurra, con numerosissime macchie disposte lungo profili curvilinei. Può raggiungere le ragguardevoli dimensioni di 100 cm.

## Habitat e distribuzione
Tipico del Mar Rosso, Oceano Indiano e Pacifico occidentale, vive ad una profondità compresa tra gli 0 e i 50 metri.